# Legend S: Baptism XX
Legend S: Baptism XX — седьмой концертный видеоальбом японской каваии-метал группы Babymetal, выпущенный в Японии 1 августа 2018 года под лейблами BMD Fox Records и Toy's Factory. Он содержит кадры с одноимённых концертов на арене Hiroshima Green Arena в декабре 2017 года.

## Предыстория
Оба концерта под названием Legend «S» Baptism XX, были анонсированы 14 октября 2017 года и подтверждены на следующий день, по завершении фестиваля Big Fox Festival в Японии; концерты прошли 2 и 3 декабря 2017 года в Хиросиме на арене Hiroshima Green Arena, и были приурочены к двадцатому дню рождения Судзуки Накамото. Отвечая на вопрос о выступлениях, Судзука заявила: «Во время выступлении я думала о том, как я горжусь тем, что родилась и выросла в Хиросиме, и я хотела показать, что я многому научилась и многое приобрела из прошлого драгоценного опыта. Во время этого выступления я также хотела выразить, насколько взрослой я хочу стать в будущем».
Присутствующие зрители на шоу должны были надеть наряд из трёх частей, состоящих из специальных маски, плаща и ожерелья. В общей сложности в зале присутствовали 14 000 зрителей в течение обоих дней, причём тех, кто купил билеты на концерты было в пять раз больше, чем тех, кто слушали их из-за пределов зала без билетов. В день первого концерта (который проводился исключительно для членов фан-клуба «The One») группа объявила, что Мидзуно не будет выступать на концертах из-за плохого состояния здоровья (первоначально рассматривалась возможность переноса).
Позднее шоу будет транслировалось через Wowow Prime 31 марта 2018 года. Трейлер к трансляции был опубликован 7 марта 2018 года.
Альбом был впервые анонсирован 1 апреля 2018 года. Первоначальный анонс был предназначен исключительно для участников «The One» с выпуском бокс-сета, включающего видео- и аудиозаписи выступления. Трейлер к комплекту был выложен 22 апреля 2018 года, тогда же бокс-сет стал доступен для предварительного заказа.
1 июня 2018 года на официальном канале группы на YouTube был размещён концертный клип на песню «No Rain, No Rainbow», после чего было объявлено о выпуске DVD и Blu-ray для общей продажи и покупки с 1 августа 2018 года в Японии. 23 августа 2018 года было объявлено о выходе цифровой версии на следующий день.
8 сентября 2021 года альбом был выпущен на виниле в честь десятилетнего юбилея группы.

## Содержание
Шоу начинается со вступительного ролика, в котором рассказывается о том, что жители Земли находятся в отчаянии, но новая богиня вернёт надежду в 20XX году.Концерт начинается с того, что Su-metal ступает на пьедестал с шестью лисьими головами, который перемещается к центральной сцене, и в этот момент группа исполняет песню «In the Name Of». После этого Moametal присоединяется к ней на сцене, и они исполняют различные песни, включая «Ijime, Dame, Zettai», «Gimme Chocolate!!!» и «Doki Doki ☆ Morning». Во время песни «Akatsuki» Su-metal сражается с тенью, похожей на неё. Когда Su-metal исполняет песню «No Rain, No Rainbow», звучит живое фортепиано с аккомпанементом струнных и оркестра. В песне «Headbangeeeeerrrrrrr!!!!!» текст изменён, чтобы отразить празднование двадцатилетия Su-metal. Затем Su-metal «ритуально приносят в жертву» во время исполнения «Babymetal Death», только для того, чтобы перевоплотиться в богиню. В завершение шоу группа исполняет английскую версию песни «The One». В завершение шоу участницы группы исчезают через волшебные ворота, одетые в золотые костюмы. Это также был первый концерт без сольного перформанса Kami Band, которые были одеты в чёрные халаты и стояли на чёрном фоне, как будто для того, чтобы сделать их не такими заметными. Возможно, это было сделано для того, чтобы привлечь внимание к девушкам, поскольку они являются центром шоу. Legend S также стало последним выступлением гитариста Микио Фудзиоки в составе Babymetal, который умер 5 января 2018 года в результате травм, полученных при падении со смотровой башни. Его последнее выступление состоялось 26 декабря на концерте в честь дня рождения Такаёси Омуры вместе с товарищами по группе Kami — BOH и Хидеки, а также группой Gacharic Spin.

## Реакция

### Рецензии критиков
Пол Трэверс из Kerrang! положительно отозвался о выступлении. Оценив выступление на пять баллов из пяти, он назвал вступительную песню «In the Name Of» «интро, которое оставляет в пыли любую группу, которую вы можете назвать». Далее он отметил, что хотя девушки были «центром внимания» шоу, оно было бы неудачным без «турбо-двигателя» сопровождающей группы Kami Band. Участие зрителей также было высоко оценено: от их молчания между песнями до их прыжков и криков в середине некоторых песен. Он особо отметил песню «No Rain, No Rainbow» за «гитарное соло, достойное Слэша», и заключил, что шоу «превосходит все, что могло бы придумать даже самое смелое воображение».

### Коммерческий успех
Legend S: Baptism XX занял четвёртое место в чарте Oricon DVD за неделю 13 августа 2018 года с продажами первой недели в количестве 3 594 экземпляров и достиг первого места в чарте Oricon Blu-ray на той же неделе с продажами первой недели в количестве 19 604 экземпляров. Последний релиз стал четвёртым Blu-ray релизом группы, занявшим первое место в чарте, и стал четвёртым по количеству альбомов, занявших первое место в чарте, обогнав AKB48 и Нану Мизуки (по три) и уступив Perfume (шесть), Намиэ Амуро (пять) и Nogizaka46 (пять). Этот релиз также занял второе и первое места в чартах музыкальных видео на DVD и Blu-ray соответственно, став пятым релизом группы для последнего.

## Список композиций
| №                   | Название                                          | Текст песни                                                           | Длительность |
| ------------------- | ------------------------------------------------- | --------------------------------------------------------------------- | ------------ |
| 1.                  | «In the Name Of»                                  | Kitsune of Metal God                                                  | 12:09        |
| 2.                  | «Ijime, Dame, Zettai» (イジメ、ダメ、ゼッタイ)    | Nakametal Tsubometal Kxbxmetal Takemetal                              | 5:34         |
| 3.                  | «Gimme Chocolate!!» (ギミチョコ！！)              | Mk-metal Kxbxmetal Takeshi Ueda                                       | 3:56         |
| 4.                  | «Doki Doki ☆ Morning» (ド・キ・ド・キ☆モーニング) | Nakametal Norizō Motonari Murakawa                                    | 3:56         |
| 5.                  | «Akatsuki» (紅月 -アカツキ-)                      | Nakametal Tsubometal                                                  | 6:55         |
| 6.                  | «GJ!»                                             | Nakata Caos Yuyoyuppe                                                 | 3:25         |
| 7.                  | «Syncopation» (シンコペーション)                  | Norimetal Kxbxmetal                                                   | 4:38         |
| 8.                  | «Meta Taro» (META! メタ太郎)                      | Kxbxmetal Ryu-metal                                                   | 5:24         |
| 9.                  | «No Rain, No Rainbow»                             | Yoshifu-metal Mk-metal Nakametal                                      | 6:55         |
| 10.                 | «Song 4» (4の歌)                                  | Black Babymetal                                                       | 4:31         |
| 11.                 | «Megitsune» (メギツネ)                            | Mk-metal Norimetal                                                    | 6:21         |
| 12.                 | «Karate»                                          | Yuyoyuppe                                                             | 4:34         |
| 13.                 | «Road of Resistance»                              | Kitsune of Metal God Mk-metal Kxbxmetal Mish-Mosh Norimetal Kyt-metal | 7:06         |
| 14.                 | «Headbangeeeeerrrrr!!!!!» (ヘドバンギャー！！)    | Edometal Nakametal Narasaki                                           | 5:06         |
| 15.                 | «Babymetal Death»                                 | Kitsune of Metal God                                                  | 8:02         |
| 16.                 | «The One» (English ver.)                          | Kitsune of Metal God Kxbxmetal Mish-Mosh                              | 17:40        |
| Общая длительность: | Общая длительность:                               | Общая длительность:                                                   | 106:12       |

Заметки
- Песня «The One» частично исполняется инструментально.
- Лимитированное издание «The One» включает аудиорелиз на 2-х CD, разделив выступление между треками 8 и 9.

## Персоналии
Список взят из буклета Legend S: Baptism XX.
- Судзука Накамото (Su-metal) — основной вокал
- Моа Кикути (Moametal) — основной и бэк-вокал
- Туе Мадсен — микс
- Туки (Parasight Mastering) — мастеринг
- Рики Танака — режиссёр[22]
- Микио Фудзиока — Гитара (Последний концерт вместе с Babymetal перед смертью)
- BOH — Басс
- Хидеки Аояма — Барабаны
- Такаёси Омура — Гитара

## Чарты

### Недельные чарты
| Чарты (2018—2021)               | Наивысшая позиция |
| ------------------------------- | ----------------- |
| Japanese Albums (Oricon)        | 221               |
| Japanese DVD (Oricon)           | 4                 |
| Japanese Music DVD (Oricon)     | 2                 |
| Japanese Blu-ray (Oricon)       | 1                 |
| Japanese Music Blu-ray (Oricon) | 1                 |

### Ежедневные чарты
| Чарт (2018)                 | Наивысшая позиция |
| --------------------------- | ----------------- |
| Japanese DVD (Oricon)       | 3                 |
| Japanese Music DVD (Oricon) | 2                 |
| Japanese Blu-ray (Oricon)   | 1                 |

## История релизов
| Регион         | Дата            | Формат               | Лейбл                                     | Издание(я)                        | Каталог               | Прим.  |
| -------------- | --------------- | -------------------- | ----------------------------------------- | --------------------------------- | --------------------- | ------ |
| Япония         | 1 августа 2018  | Blu-ray, CD          | BMD Fox Records Amuse, Inc.               | «The One» лимитированный бокс-сет | ONEB-0016             | [ 31 ] |
| Япония         | 1 августа 2018  | DVD Blu-ray          | BMD Fox Records Toy's Factory Amuse, Inc. | Стандартное видео издание         | TFBQ-18204 TFXQ-78162 | [ 32 ] |
| Япония         | 24 августа 2018 | Цифровая дистрибуция | Amuse, Inc.                               | Стандартное видео издание         | н/д                   | [ 33 ] |
| Германия       | 24 августа 2018 | Цифровая дистрибуция | Amuse, Inc.                               | Стандартное видео издание         | н/д                   | [ 34 ] |
| Франция        | 24 августа 2018 | Цифровая дистрибуция | Amuse, Inc.                               | Стандартное видео издание         | н/д                   | [ 35 ] |
| Италия         | 24 августа 2018 | Цифровая дистрибуция | Amuse, Inc.                               | Стандартное видео издание         | н/д                   | [ 36 ] |
| Нидерланды     | 24 августа 2018 | Цифровая дистрибуция | Amuse, Inc.                               | Стандартное видео издание         | н/д                   | [ 37 ] |
| Испания        | 24 августа 2018 | Цифровая дистрибуция | Amuse, Inc.                               | Стандартное видео издание         | н/д                   | [ 38 ] |
| Великобритания | 24 августа 2018 | Цифровая дистрибуция | Amuse, Inc.                               | Стандартное видео издание         | н/д                   | [ 39 ] |
| США            | 4 октября 2018  | Цифровая дистрибуция | Cooking Vinyl                             | Стандартное видео издание         | н/д                   | [ 22 ] |
| Мир            | 4 октября 2018  | Стриминговые сервисы | The Orchard Entertainment                 | Стандартное видео издание         | н/д                   | [ 40 ] |
| Япония         | 8 сентября 2021 | LP                   | BMD Fox Records Toy's Factory Amuse, Inc. | Концертный альбом                 | TFJC-38086/8          | [ 23 ] |

## Комментарии
1. ↑  Legend «S» Baptism XX (яп. LEGEND - S - 洗礼の儀 - LEGEND - S - Senrei no Gi -, "Легенда «S» Церемония крещения -")